# Arpheuilles-Saint-Priest
Arpheuilles-Saint-Priest är en kommun i departementet Allier i regionen Auvergne-Rhône-Alpes i de centrala delarna av Frankrike. Kommunen ligger  i kantonen Marcillat-en-Combraille som ligger i arrondissementet Montluçon. År 2022 hade Arpheuilles-Saint-Priest 374 invånare.

## Befolkningsutveckling
Antalet invånare i kommunen Arpheuilles-Saint-Priest
Referens: INSEE